# 1834
Évszázadok: 18. század – 19. század – 20. század
Évtizedek: 1780-as évek – 1790-es évek – 1800-as évek – 1810-es évek – 1820-as évek – 1830-as évek – 1840-es évek – 1850-es évek – 1860-as évek – 1870-es évek – 1880-as évek
Évek: 1829 – 1830 – 1831 – 1832 –  1833 – 1834 – 1835 – 1836 – 1837 – 1838 – 1839

## Események
- január 1. –  Létrejön a Német Vámunió.[1]
- február 12. – Amerikából kitelepített volt rabszolgák telepet alapítanak Nyugat-Afrikában, Harper közelében, a későbbi Marylandi Köztársaság elődjét.[2]
- október 16. –  Londonban leég a régi Westminster-palota.[3]
- az év folyamán –
  - A Szent Vlagyimir Egyetem megalapítása Kijevben, amelyet a cári kormányzat az orosz kultúra bástyájaként kívánt létrehozni.[4]

## Születések
- január 7. – Johann Philipp Reis, fizikus és feltaláló († 1874)
- március 29. – Kriesch János biológus, zoológus, mezőgazdász, az MTA tagja († 1888)
- április 1. – Marastoni József, festőművész, litográfus († 1895)
- április 22. – Gaston Planté, fizikus († 1889)
- június 3. – Dessewffy Sándor, csanádi püspök († 1907)
- július 7. – Angster József, orgonakészítő mester († 1918)
- július 19. – Edgar Degas, francia festőművész († 1917)
- augusztus 22. – Paul Kummer német hittanár, mikológus († 1912)
- szeptember 4. – Doby Jenő rézmetsző, rézkarcoló, festőművész († 1907)
- október 10. – Aleksis Kivi, svéd származású, finn író, a finn nyelvű irodalom egyik megteremtője († 1872)
- október 20. – Barina Vendel katolikus pap, költő († 1875)
- november 21. – Hetty Green, amerikai üzletasszony, a Wall Street-i boszorkány († 1916)
- november 30. – Jósa András, magyar orvos, a nyíregyházi kórház névadója († 1918)
- december 6. – Mechwart András, gépészmérnök, feltaláló († 1907)
- december 13. – Kelety Gusztáv, festő és műkritikus, az MTA levelező tagja († 1902)
- december 16. – Léon Walras, közgazdász († 1910)
- december 20. – Than Károly, kémikus, a budapesti tudományegyetem egykori kémiatanára, a magyar vegyészet és tudomány meghatározó alakja († 1908)
- december 28. – Stark Adolf, kereskedő, szőlész-borász († 1910)

## Halálozások
- február 2. – Friedrich Schleiermacher, lelkész, teológus (* 1768)
- április 12. – Kovács János pedagógus, mecénás, az MTA tagja (* 1764)
- július 25. – Samuel Taylor Coleridge, angol költő, kritikus, és filozófus (* 1772)
- november 24. – Bilnitza Pál, magyar evangélikus püspök (* 1772)
- december 23. – Thomas Malthus angol közgazdász (* 1766)

## Európai időjárás
Nyugati, délnyugati szél és anticiklonális időjárási helyzetek uralkodtak a tél folyamán.